# Дала-фандыр
Дала-фанды́р, Дала-фанду́р (осет. дала фæндыр, дала фæндур) — осетинский (аланский) народный инструмент семейства щипковых, звуки на котором извлекаются быстрым «перебором» струн, «бряцанием» или «щёлканьем» по ним указательным, средним и безымянным пальцами правой руки.
Дала-фæндыр является «сольно-сопровождающим» инструментом. В данном случае словосочетание сольно-сопровождающим имеет два понятия: отдельно сольный инструмент и отедельно сопровождающий (аккомпанирующий), а также сольно-сопровождающий во время сопровождения танца, где инструмент выступает как солирующий и аккомпанирующий одновременно. Чаще всего дала-фæндыр сопровождал пение и танцы. На нём так же исполнялись соло и песенные мелодии. Под его аккомпанемент пелись лирические, бытовые песни, песни, сопровождавшие танцы и т. д.

## Строение
Инструмент дала-фæндыр до 750 мм в длину, двух или трёхструнный. Головка, гриф и корпус изготовляются из цельного куска дерева. Корпус (то есть ящик) выдолблен. Сверху он покрыт тонкой пластинкой (верхняя дека). Материалом для изготовления является любая древесина твердой породы (клён, груша), но верхняя дека выполняется всегда из древесины мягкой породы (хвойные), так как «она более звучна и способствует формированию хорошего звука» и легче поддаётся обработке. Верхняя дека крепится к корпусу, но сначала недалеко от предполагаемого места расположения «кобылки» — по обеим сторонам от центра деки — прорезаются два небольших резонаторных отверстия. Их форма бывает различной (два «полумесяца», обращённые друг к другу и т. п.). Но встречаются инструменты и с одним резонаторным отверстием, расположенным в центре деки и обращённым к «кобылке».
Корпус инструмента (иногда называется «кузовом») представляет собой несколько необычной формы продолговатый узкий ящик. С тыльной стороны, где кончается игровая часть грифа, корпус углубляется, а затем постепенно сужается книзу. В углублённой части корпуса имеется небольшое резонаторное отверстие, имеющее название «улæфæн хуынкъ» (букв. «отверстие для дыхания»).
По сравнению с хъисын-фæндыром стенки дала-фæндыра значительно толще и это, учитывая то, что головка, гриф и корпус из цельного куска дерева, придаёт конструкции инструмента особую прочность.
Нижняя часть корпуса завершается небольшим выступом — кнопкой, плотно вставленной в нижнюю торцовую часть корпуса, на которую «пристегивается» струнодержатель то есть подгриф. Есть экземпляры традиционных инструментов, которые не имеют этой кнопки в нижней торцовой части инструмента. У таких инструментов отсутствует подгриф, а струны крепятся непосредственно к указанной кнопке.
Гриф или шейка инструмента — «хæцæн» (ручка, за которую держат) с игровой стороны плоская, а с тыльной слегка округлая. С игровой стороны на грифе несколько (4-5) деревянных ладов (амонæнтæ, амонæн фæрсджытæ), так же существовали инструменты без ладов.
Наверху гриф завершается головкой, в которую снизу вверх вставлены два или три колка, иногда без отверстий для струн. В этом случае кончики колков бывают слегка расщеплены, туда вставляются струны. По отношению к ширине грифа головка несколько шире, являясь вместе с тем его продолжением. Встречаются инструменты с усложнёнными формами головок, чаще в форме выдолбленного внутри крюкообразного завитка.
От головки к нижней кнопке через гриф и кобылку натягивают струны. Традиционно струны изготавливались из конского волоса (как у хъисын-фæндыра). Появление жильных струн явление более позднего периода. Каждая струна инструмента, в зависимости от её назначения состоит из разного количества волосин в ней. Это количество волосин в каждой из трёх струн (у трёхструнного инструмента) колеблется в пределах между 7-8 в самой толстой струне, 5-7 в средней и 4-5 в самой тонкой струне, то есть с разницей в несколько волосин между струнами.

## Строй
Струны настраиваются по-разному, но строй двухструнного дала-фæндыра всегда квартовый (до1 — фа1). Трёхструнный дала-фæндыр строится: или квинта + кварта, или кварта + квинта (ми1 — ля1 — ми2).
Встречаются и другие строи, но крайне редко, например: секунда + кварта и т. д., но они не характерны для народной практики, так как, во-первых, редки и случайны, а потому неустойчивы, а во-вторых, ладо-тональной основе осетинской музыки, её архитектонике чужды сочетания подобные секунд-кварт-аккордам. Не случайно реконструированные виды дала-фæндыра также строятся по квартам.

## Реконструкция
В начале 30-х годов народными мастерами-энтузиастами А.Газзаевым, А.Магкоевым и другими, при непосредственном участии М.Шавлохова и Т.Кокойти, частично были реконструированы хъисын-фæндыр, дыууадæстæнон-фæндыр и дала-фæндыр. В 1936 году на основе реконструированных инструментов в Цхинвале был создан оркестр народных инструментов, в состав которого вошли несколько дыууадæстæнон-фæндыров.
Инициаторами являлись знаток и ценитель народной старины П. Г. Тедеев и композитор Т. Я. Кокойти. Несмотря на то, что инструменты этого оркестра обладали довольно сильным звуком и этим выгодно отличались от традиционных, реконструированные дала-фæндыр и хъисын-фæндыр не нашли признания. Вскоре после распада оркестра они были забыты. Этому так же способствовало и отсутствие серийного выпуска инструментов — изготовлено было около десяти — пятнадцати экземпляров.
Первым серьёзным началом реконструкции осетинских традиционных инструментов следует считать совместную большую работу Б. А. Галаева и П. А. Шошина, в результате которой в 1938 г. был реконструировал дала-фæндыр. Специалистом по технологии реконструкции и изготовления народных музыкальных инструментов П. А. Шошиным на основании технических обмеров, сделанных композитором и фольклористом Б. А. Галаевым, была создана вся техническая документация по реконструкции и созданию оркестровых видов дала-фæндыров.
Уже в 1939—1940 годах под непосредственным руководством П. А. Шошина в экспериментальной музыкальной мастерской комбината ВХО г. Москвы было создано шесть оркестровых видов дала-фæндыра — пикало, прима, альт, тенор, бас и контрабас — комплект из 27 инструментов. Техническое исполнение (Внешне сохранена традиционная форма) реконструированной модели очень высоко — удачно установлены для каждого оркестрового вида мензура и разбивка по ладам; с учётом предельных возможностей решена акустическая сторона инструмента (струны заменены металлическим), и общие музыкальные возможности стали шире. В оркестровом обиходе он стал более «гибким» и «подвижным» инструментом. Реконструированная модель дала-фæндыра отвечает самым высоким техническим требованиям. Но при всех положительных свойствах и качестве технического исполнения от звуковой природы традиционного дала-фæндыра ничего не осталось.

## Музеи
Традиционные дала-фæндыр хорошо представлены на экспозициях музеев краеведения Северной и Южной Осетии,
Государственного музея этнографии народов СССР;
Ленинградского государственного музея музыкальных инструментов Института театра, музыки и кинематографии;
Государственного музея Грузии им. С. А. Джанашия и т. д.